# Ciprian Urican
Ciprian Urican (n. 1 ianuarie 1967 în Simeria) este un antrenor român de fotbal. În trecut a antrenat, din postura de antrenor principal sau secund, echipe cu nume din Liga I sau Liga a II-a precum: UTA Arad, FC Brașov, Gloria Buzău, Academica Argeș Pitești sau Victoria Brănești (cu care a promovat din Liga a III-a până în Liga I). În prezent este director tehnic al echipei secunde și al centrului de juniori al clubului CS Universitatea Craiova.

Din 2015 deține Licența PRO UEFA de antrenor si este formator antrenori Licenta C UEFA.
Din 2013 este referent si membru in Comisia Grassroots a Federatiei Romane de Fotbal.
Din 2011 este Lector în Comisia Tehnică a Scolii Federale de Antrenori al Federatiei Romane de Fotbal. 

În martie 2012, pune bazele primului site dedicat antrenorilor profesioniști de fotbal, Coaches-Ahead.ro
Este autor al cărții Gool-183 moduri de a inscrie (2010) si al agendei de specialitate Jurnalul antrenorului (2013).